# Tupanciretã
Tupanciretã est une ville de l'État du Rio Grande do Sul au Brésil.